# پی‌پی‌جی پلیس
پی‌پی‌جی پلیس (به انگلیسی: PPG Place) نام یک برج مرتفع در پیتسبورگ در پنسیلوانیا است.
معماران این برج پست‌مدرنیستی، مشارکت فیلیپ جانسون و جان بورگی هستند.
آغاز به کار ساخت برج در ۲۸ ژانویه ۱۹۸۱ بوده و زمان ساخته شدن آن بین ۸۴-۱۹۸۱ و زمان افتتاحش آگوست ۱۹۸۳ بود. کاربرد برج اداری-تجاریست.
ارتفاع سقف برج ۶۳۵ فوت (متر ۱۹۴) و تعداد طبقات آن ۴۰ است.
هزینه ساخت برج ۲۰۰ میلیون دلار بود. 
این مرکز مجموعه‌ایست در قسمت تجاری شهر پیتزبورگ، و شامل ۶ ساختمان در سه ناحیه شهر و مساحت ۵/۵ هکتار می باشد. این ساختمان دارای طراحی شیشه ای بوده و شامل ۱۹۷۵۰ قطعه شیشه می باشد.